# مليح عبد الحي أوغلي
مليح عبد الحي أوغلي (بالتركية: Melih Abdülhayoğlu)‏ (من مواليد 10 مارس 1968) هو رجل أعمال تركي أمريكي والمدير تنفيذي لمجموعة كومودو، وهي شركة لأمن الإنترنت أسسها في المملكة المتحدة في عام 1998 وانتقل إلى الولايات المتحدة في عام 2004. في نوفمبر 2017 باع 50% من حصة الشركة لشركة فرانسيسكو بارتنرز، وهي شركة أسهم خاصة مقرها سان فرانسيسكو. الشركة الآن تحمل علامة Sectigo. 

## روابط خارجية
- الموقع الرسمي
- مليح عبد الحي أوغلو
- غرفة أخبار كومودو - مليح في الأخبار
- مقابلة سي إن إن
- مقابلة ESecurityPlanet